# Otto Hauser (forfatter)
 For alternative betydninger, se Otto Hauser. (Se også artikler, som begynder med Otto Hauser)
Otto Hauser (født 22. august 1876 i Dianes ved Vrbovec, Kroatien, død 26. maj 1944 i Blindendorf, Niederösterreich) var en østrigsk forfatter.
Hauser studerede teologi og orientalske sprog ved Universitetet i Wien. Han har skrevet fortællinger som Lehrer Johannes Johannsen og Lucidor, der Unglückliche, der 1904 er udkommet i dansk oversættelse, og offentliggjort en række metriske oversættelser, blandt andet af dansk lyrik fra tidsrummet 1872—1902. Hauser har også skrevet et drama Mutter und Sohn. En af hans romaner behandler revolutionsåret 1848.